# Petri Pasanen
Petri Pasanen, född 24 september 1980 i Lahtis, är en finländsk före detta fotbollsspelare.
Han inledde sin proffskarriär med FC Lahti i finska Tipsligan 1999. Därefter spelade han mellan 2000 och 2004 i Ajax. Han var utlånad till Portsmouth våren 2004. Senare samma år köpte Werder Bremen honom. 2011 gick han vidare till FC Red Bull Salzburg. Han spelade som försvarare i Finlands landslag mellan år 2000 och 2013 där han totalt spelat 76 matcher och gjort ett mål. Pasanen har även varit lagkapten i landslaget.